# Киевская телебашня
Ки́евская телебашня (укр. Київська телевежа) — металлическое пространственное решётчатое свободностоящее высотное сооружение высотой 385 метров, расположенное в Киеве. Первая в мире цельносварная телебашня. Самое высокое сооружение на территории Украины, а также самое высокое решётчатое цельнометаллическое свободностоящее сооружение в мире.

## Местонахождение

Подсветка на 40-летие телевышки 30 июля 2013 года. Рядом — здание телецентра

Башня располагается в Киеве, в районе Сырец, по адресу улица Дорогожицкая, 10. Рядом располагаются Лукьяновское кладбище и Бабий Яр. Ближайшая станция метро — Дорогожичи. Башня входит в состав Киевского телецентра.

## Строительство
Башня сооружена на месте старого еврейского кладбища по проекту института «УкрНИИпроектстальконструкция» имени В. Н. Шимановского. Строительство телебашни продолжалось с 1968 по 1973 год и велось методом подращивания, то есть сверху вниз, готовые конструкции поднимались всё выше при помощи домкратов. Благодаря этому при строительстве не использовались высотные краны или вертолёты.
Масса металлоконструкций башни — 2700 тонн. Телевышка целиком смонтирована из стальных труб различного диаметра. Нижняя часть (база) состоит из четырёх наклонных решётчатых опор, которые поддерживают призматическую решётчатую часть. В центральной части расположена вертикальная труба диаметром 4 метра. Она служит шахтой лифта и плавно переходит в антенную часть. На вышке установлены два лифта, один из которых работает до отметки 200 метров, другой — 329 метров. На отметках 80 и 200 метров расположены два технических помещения. Для монтажного соединения трубчатых элементов вышки впервые не использовались болты или заклёпки, все монтажные соединения выполнены электросваркой. Все металлоконструкции были изготовлены в Украинской ССР, проектные, монтажные и строительные работы также выполнены силами советских инженеров. Телебашня на 60 метров выше Эйфелевой башни, но весит втрое меньше.
В 1973 году за «создание цельносварной телевизионной башни высотой 380 метров в г. Киеве» Государственной премии Украины в области науки и техники был удостоен ряд проектировщиков и строителей башни:
| Лауреат                        | Краткие сведения о награждённом                                                                 |
| ------------------------------ | ----------------------------------------------------------------------------------------------- |
| Котенко, Василий Павлович      | Бригадир-монтажник Киевского специализированного управления треста «Центральстальконструкция»   |
| Павловский, Владимир Фомич     | Главный инженер треста «Центральстальконструкция», изобретатель                                 |
| Ковтуненко, Виктор Алексеевич  | Руководитель группы, работник Института электросварки имени Е. О. Патона                        |
| Новиков, Владимир Иванович     | Кандидат технических наук, старший научный сотрудник Института электросварки имени Е. О. Патона |
| Соломенко, Арест Николаевич    | Начальник участка Государственного проектного института «Укрпроектстальконструкция»             |
| Калиничев, Александр Иванович  | Главный специалист отдела Государственного проектного института «Укрпроектстальконструкция»     |
| Затуловский, Исаак Григорьевич | Начальник отдела Государственного проектного института «Укрпроектстальконструкция»              |
| Шумицкий, Олег Иванович        | Заместитель главного инженера Государственного проектного института «Укрпроектстальконструкция» |
| Дзюба, Иван Матвеевич          | Электросварщик Киевского специализированного управления треста «Центральстальконструкция»       |

## Эксплуатация
Первым директором Киевского радиопередающего центра (с 1972 по 2004 год) был Валериан Сидоренко.
На башне расположены три 50-киловаттных передатчика метрового и дециметрового диапазонов, высота расположения обеспечивает уверенный приём телевизионного сигнала в радиусе 90—110 километров. При этом вокруг подножия башни располагается «мёртвая зона», где сигнал ослаблен. Кроме телевизионного и радиовещания, на башне расположены антенны радиорелейной связи, с неё обеспечивается служебная связь для полиции, Киевэнерго, ГАИ и прочих государственных ведомств. Базовые станции мобильных операторов сотовой связи на башне отсутствуют, так как для них столь большая высота не является необходимой.
Владельцем башни является Киевский филиал концерна РРТ (радиовещания, радиосвязи и телевидения).

### Ракетный удар по башне

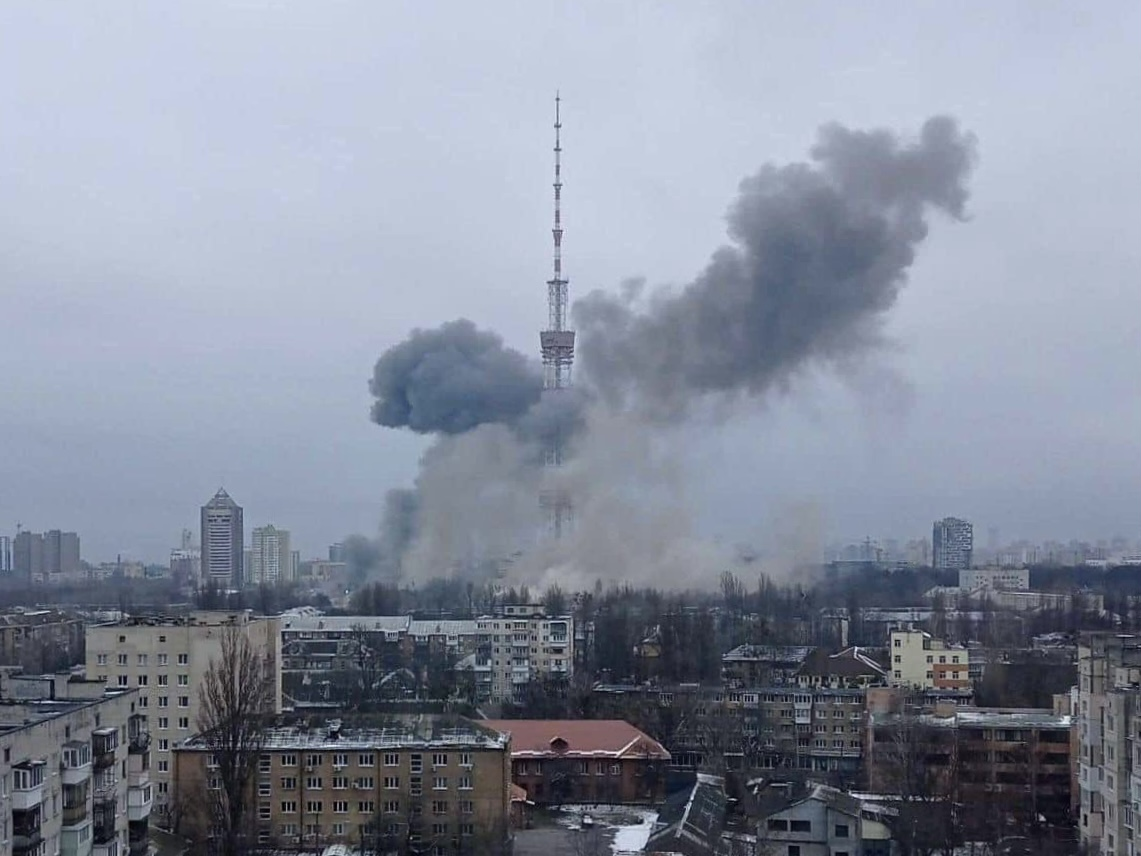
Телебашня после взрывов

1 марта 2022 года российские войска, вторгшиеся на Украину, выпустили две ракеты по киевской телебашне. Одна попала в аппаратную вещателя на самой башне, а вторая — в трансформаторную подстанцию, питавшую башню электроэнергией. Расположенный неподалёку от башни мемориал в Бабьем Яре получил осколочные повреждения. В результате ракетного удара погибли пять человек, среди них — журналист Евгений Скакун. Восемь украинских телеканалов прекратили своё вещание, но в тот же день возобновили его в цифровом формате.